# Blankenhain
Blankenhain is een gemeente in de Duitse deelstaat Thüringen, en maakt deel uit van de Landkreis Weimarer Land.
Blankenhain telt 6.502 inwoners.

## Indeling van de gemeente
De gemeente Blankenhain bestaat uit het gelijknamige stadje (geschat aantal inwoners: 3.500) en 23 eromheen gelegen kleine plattelandsdorpen. 
Blijkens de gemeentelijke website zijn er, naast de Kernstadt Blankenhain, de volgende 15 Ortsteile:
- Altdörnfeld/Neudörnfeld
- Drößnitz/Wittersroda
- Großlohma/Kleinlohma
- Hochdorf
- Keßlar/Lotschen/Meckfeld
- Krakendorf/Rettwitz
- Lengefeld
- Neckeroda
- Niedersynderstedt
- Rottdorf
- Saalborn
- Schwarza
- Söllnitz/Loßnitz/Obersynderstedt
- Thangelstedt
- Tromlitz

Buurgemeenten zijn onder andere:
- Bad Berka, 5 km ten  noordwesten van Blankenhain
- Rudolstadt in het zuiden
- Uhlstädt-Kirchhasel in het zuidoosten
- Magdala en Bucha in het noordoosten. Wat verder oostwaarts ligt Lobeda, een stadsdeel van Jena.

Blankenhain ligt aan de Schwarza, een klein zijriviertje van de Ilm.  Het landschap eromheen is heuvelachtig,  met toppen tot circa 500 meter.

## Verkeer
Blankenhain ligt aan de Bundesstraße 85. Bij Magdala, hemelsbreed tien, maar over de weg ruim 15 km ten noordoosten van Blankenhain, bevindt zich afrit 51 van de Autobahn A 4.
Het stadje is sinds 1967 niet meer per trein bereikbaar. Met de naburige grotere stad Weimar bestaat een streekbusverbinding.

## Geschiedenis,  economie
Blankenhain ontstond in de middeleeuwen rondom een oud kasteel op de kruising van twee handelsroutes. Zie ook: Heerlijkheid Blankenhain. In de Dertigjarige Oorlog ging het kasteel verloren, en werd later door het nog bestaande gebouw vervangen. Wanneer Blankenhain stadsrechten verkreeg, is niet meer bekend. 
In 1840 werd in het stadje een kliniek opgericht, waar zowel mensen met psychische als met lichamelijke ziekteverschijnselen werden verpleegd. In de nazi-tijd, van 1933 tot 1945, werden veel patiënten van de instelling slachtoffer van vervolging. Zo zijn rond 1940 meer dan 300 van hen in het kader van de euthanasie-actie Aktion T4 weggevoerd en vermoord. Direct na de Tweede Wereldoorlog diende het ziekenhuis als noodhospitaal voor bevrijde gevangenen uit concentratiekamp Buchenwald. Omdat deze mensen door de onmenselijke werkomstandigheden in dat kamp en door ernstige ziektes erg verzwakt  waren, zijn hier nog honderden ex-gevangenen overleden. In de periode 1949 - 1990, toen Blankenhain in de DDR lag, was de instelling o.a. een TBC- kliniek. Sinds de 21e eeuw is het een middelgroot streekziekenhuis van het Helios-concern,  en de grootste werkgever van de stad.
Van 1790 tot 2018 was te Blankenhain de fabriek van Weimarer Porselein in bedrijf,  die relatief goedkope producten exporteerde, ook wel naar België en Nederland. De fabriek was in de periode 1920-1933 berucht om haar vele stakingen, voortvloeiende  uit klachten over onderbetaling van haar arbeiders. Anno 2023 bestaat het fabrieksgebouw nog, aan de westkant van Blankenhain. Het pand staat leeg en is te koop of te huur. Naar de oprichter van de fabriek, Christian Speck, is de straat genoemd, waaraan het gebouw staat. 
Aan de oostkant van het stadje ligt een groot bedrijventerrein, waar garages, bouwbedrijven en soortgelijke plaatselijke nijverheids- en handelsondernemingen zijn gevestigd. Twee wat grotere bedrijven hier maken vleeswaren, respectievelijk kunststof machine-onderdelen en andere producten.

## Toerisme
- Direct ten noorden van Blankenhain staat een groot vakwerkhuis met de naam Gut Krakau, waaromheen een zeer luxueus, deels uit hout opgetrokken, hotel met wellnesscentrum is gerealiseerd. Ook is daar een golfbaan met 36 holes aanwezig.
- Het kasteel van Blankenhain, midden in het stadje, is in de jaren 2006-2020 door de gemeente gekocht en gerestaureerd, en is als gemeentelijke evenementenlocatie in gebruik. Men kan er in het huwelijk treden. Bezichtiging is in beperkte mate mogelijk.[2]
- De omgeving van Blankenhain is een deels bebost, heuvelachtig en door beken doorsneden landschap, waar goede mogelijkheden zijn voor, ook lange, wandel- en fietstochten.
- Slechts 5 km ten noordwesten van Blankenhain ligt Bad Berka, een kuuroord.
- In de gemeente staan enkele oude, architectuur- of cultuurhistorisch interessante kerkgebouwen. Tenzij anders aangegeven, zijn deze evangelisch-luthers. Wanneer bij een luthers kerkgebouw een bord Verlässlich geöffnete Kirche staat, betekent dit, dat het ook buiten de uren van de kerkdiensten toegankelijk is.
  - Het bezienswaardigste kerkgebouw is de aan het eind van de 15e eeuw gebouwde Sint-Severuskerk of Stadskerk in Blankenhain zelf.

## Afbeeldingen

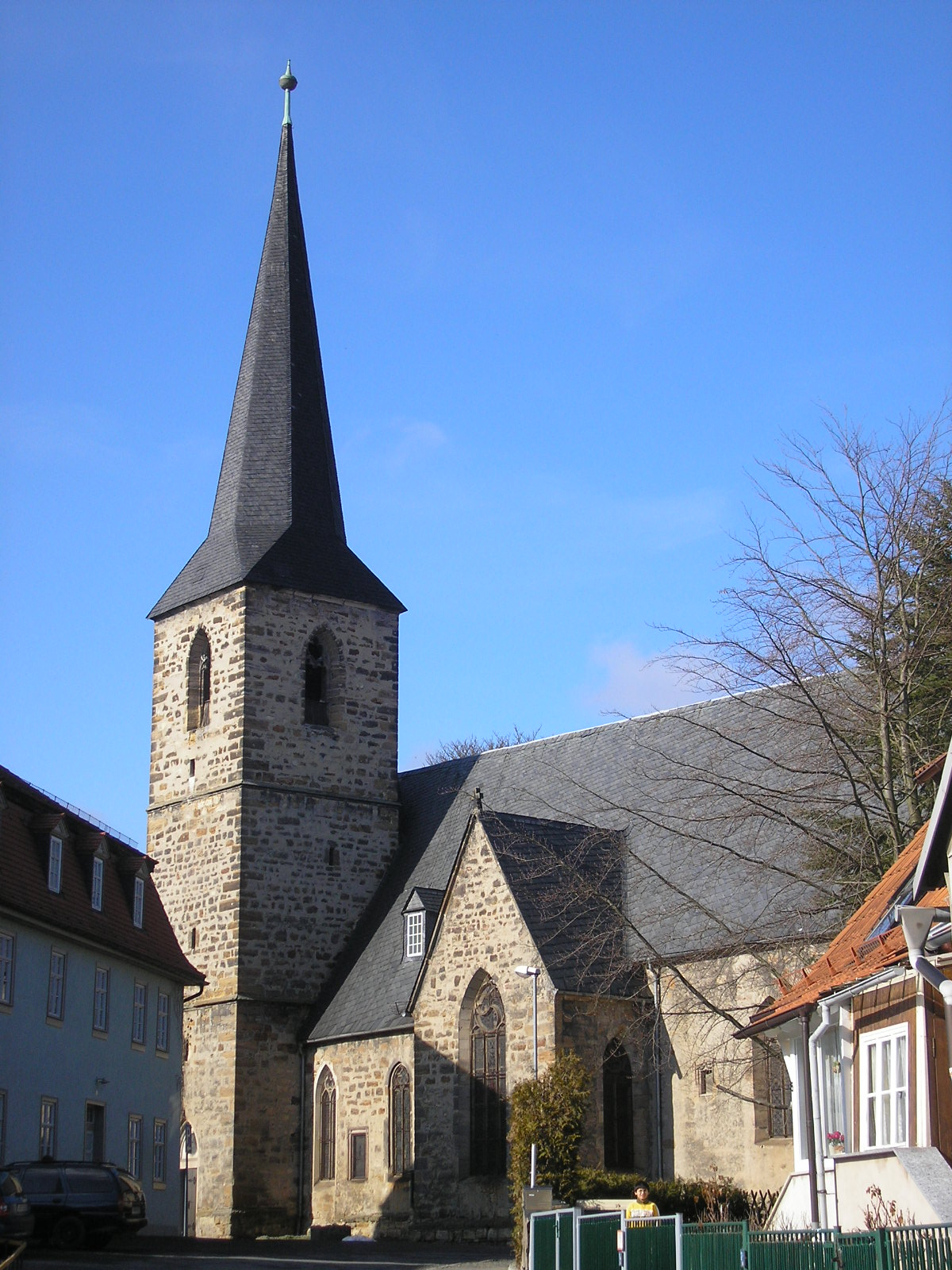
De Sint-Severuskerk te Blankenhain
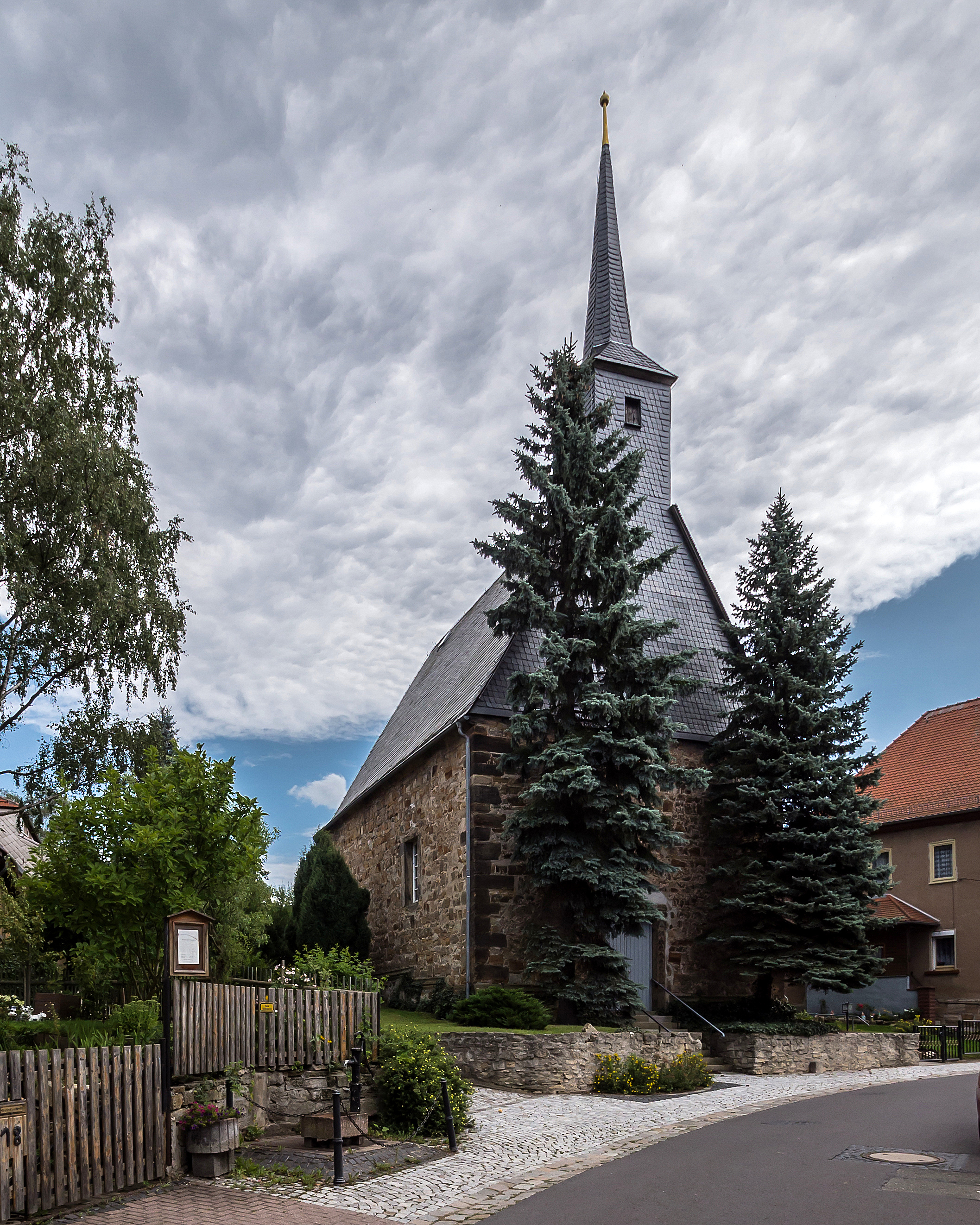
R.K. Sint-Annakapel (1503) te Blankenhain
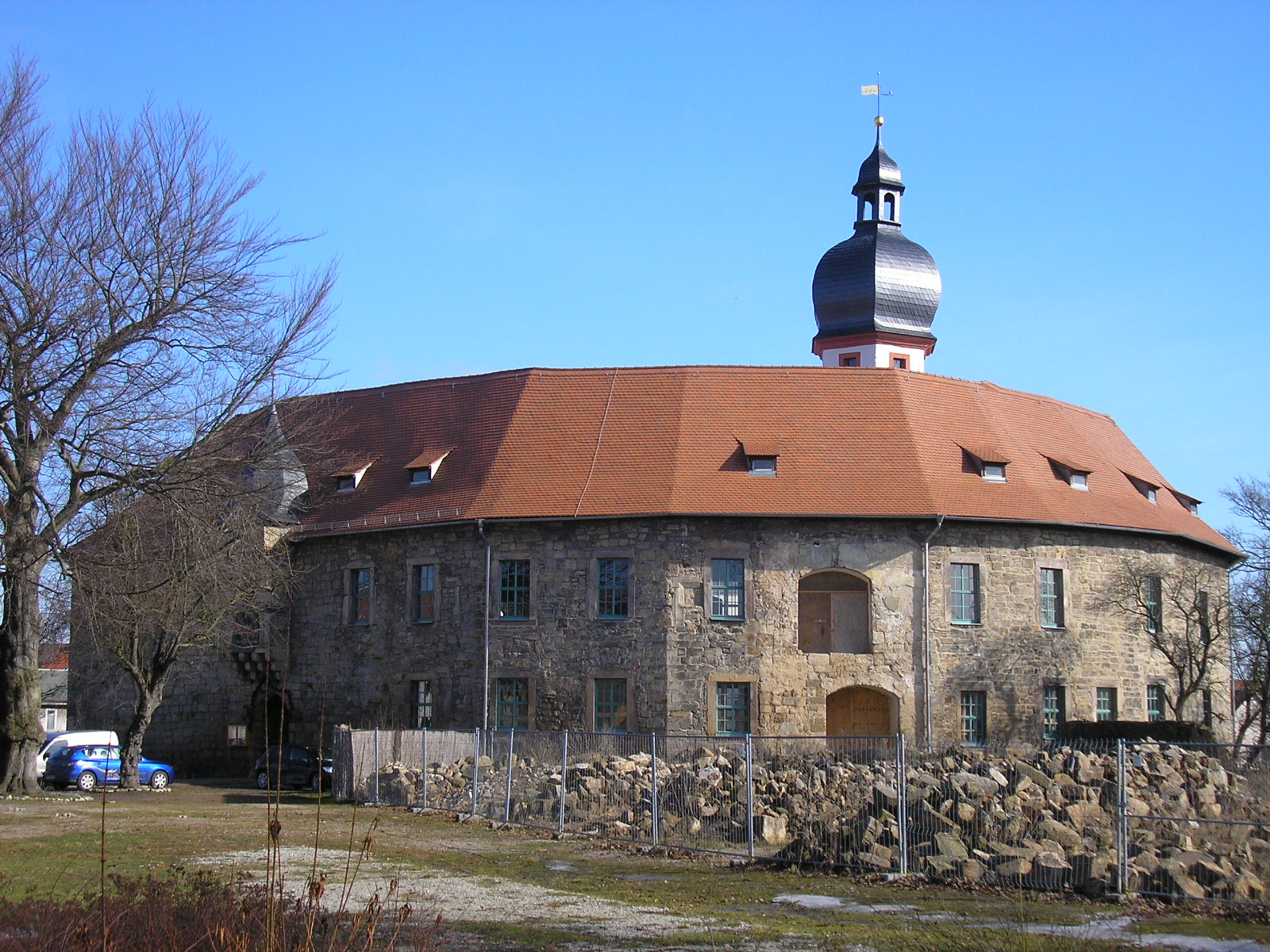
Kasteel Blankenhain (herbouwd in 1667)
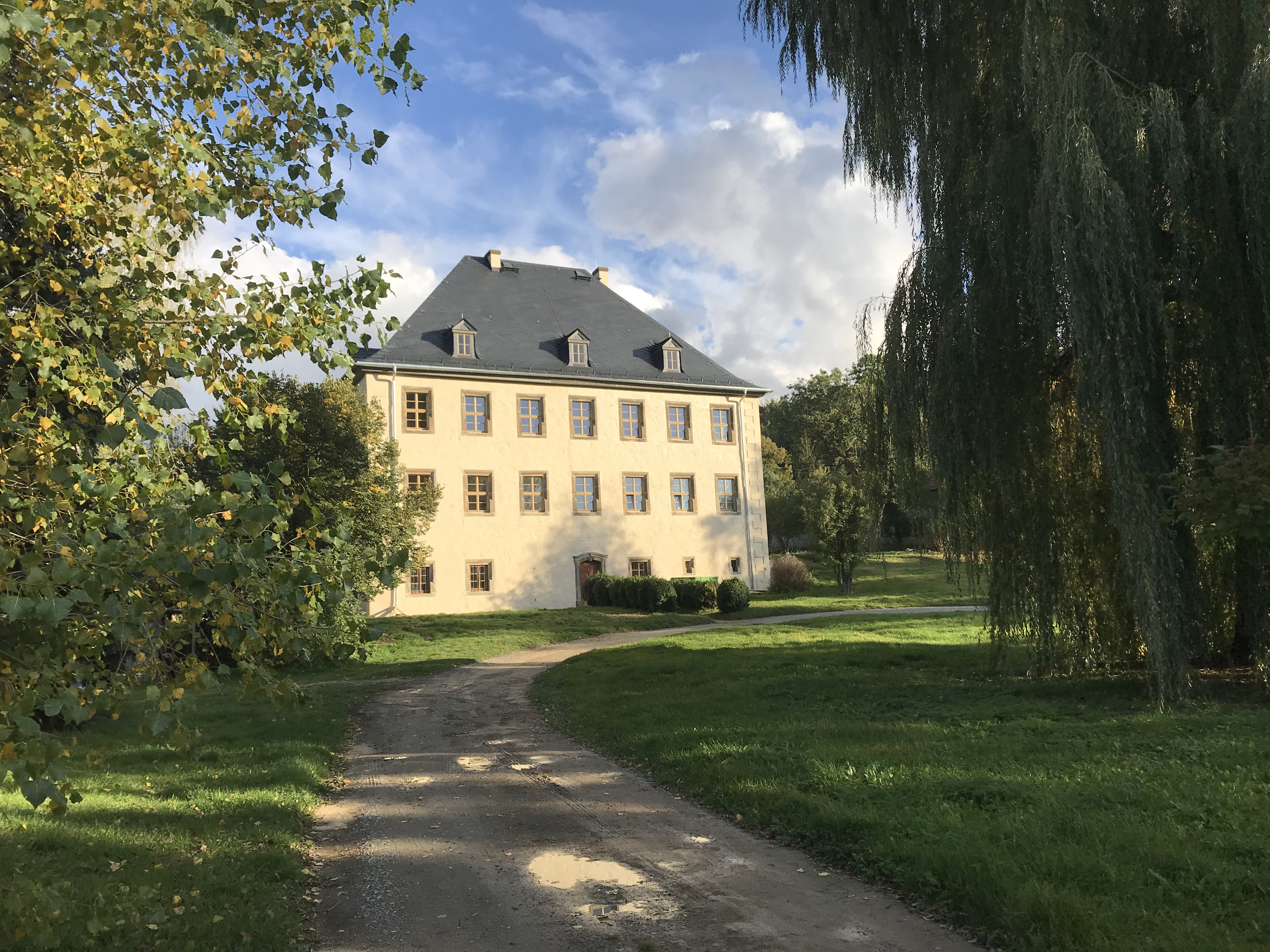
Kasteel Thangelstedt
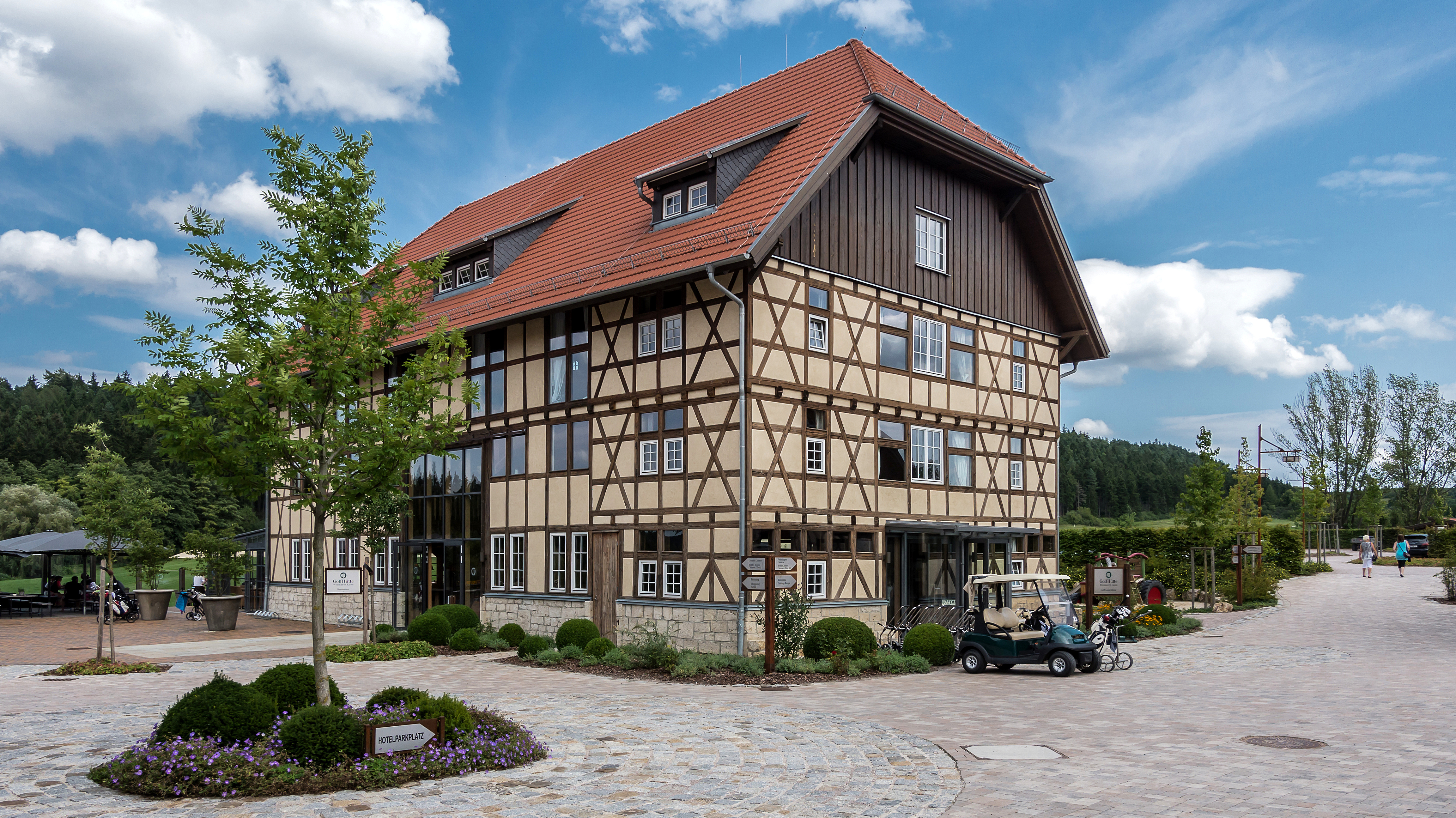
Vakwerkhuis Gut Krakau
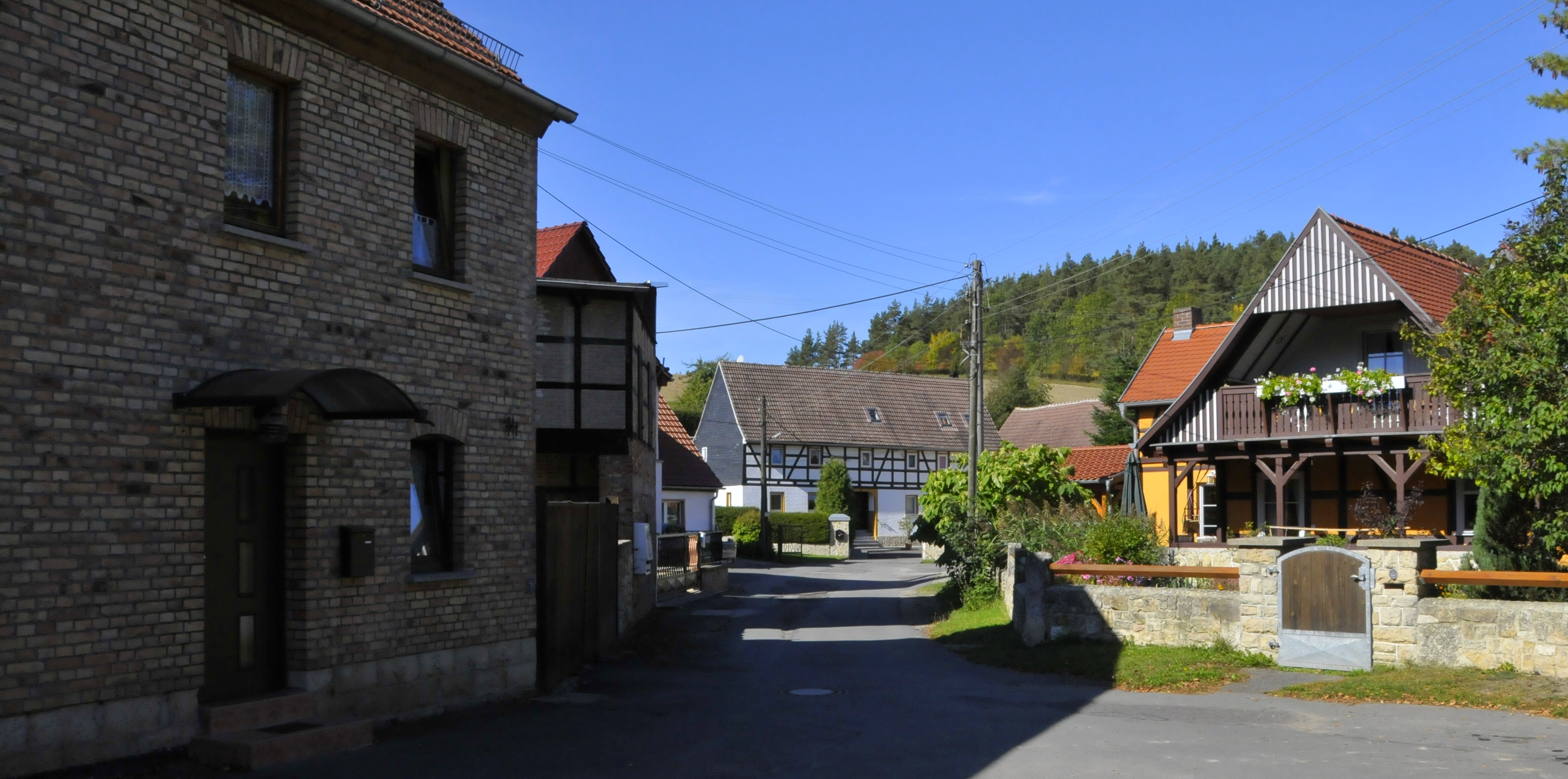
Het schilderachtige, 100 inwoners tellende dorpje Krakendorf
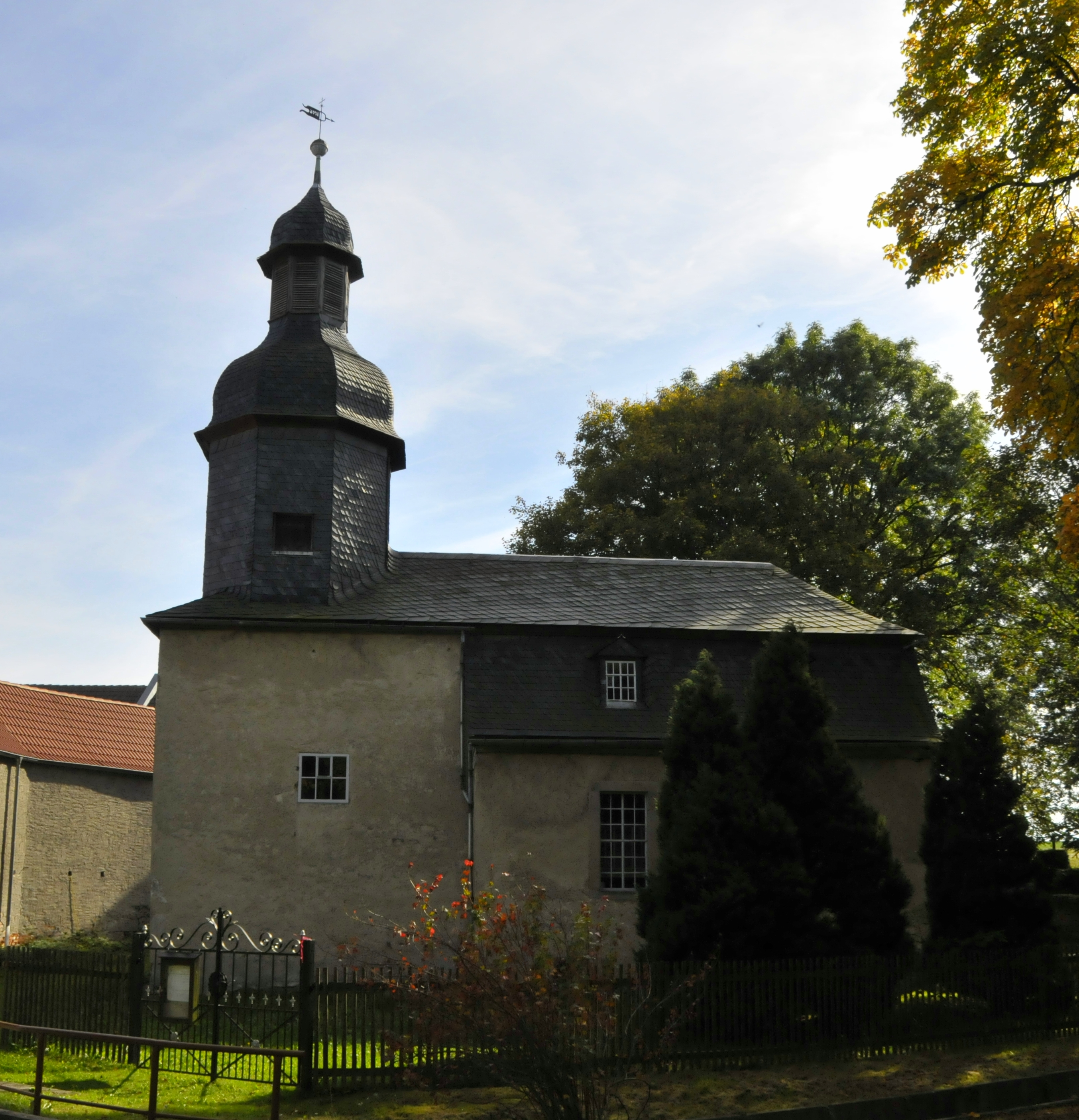
Kerkje uit 1744 te Altdörnfeld
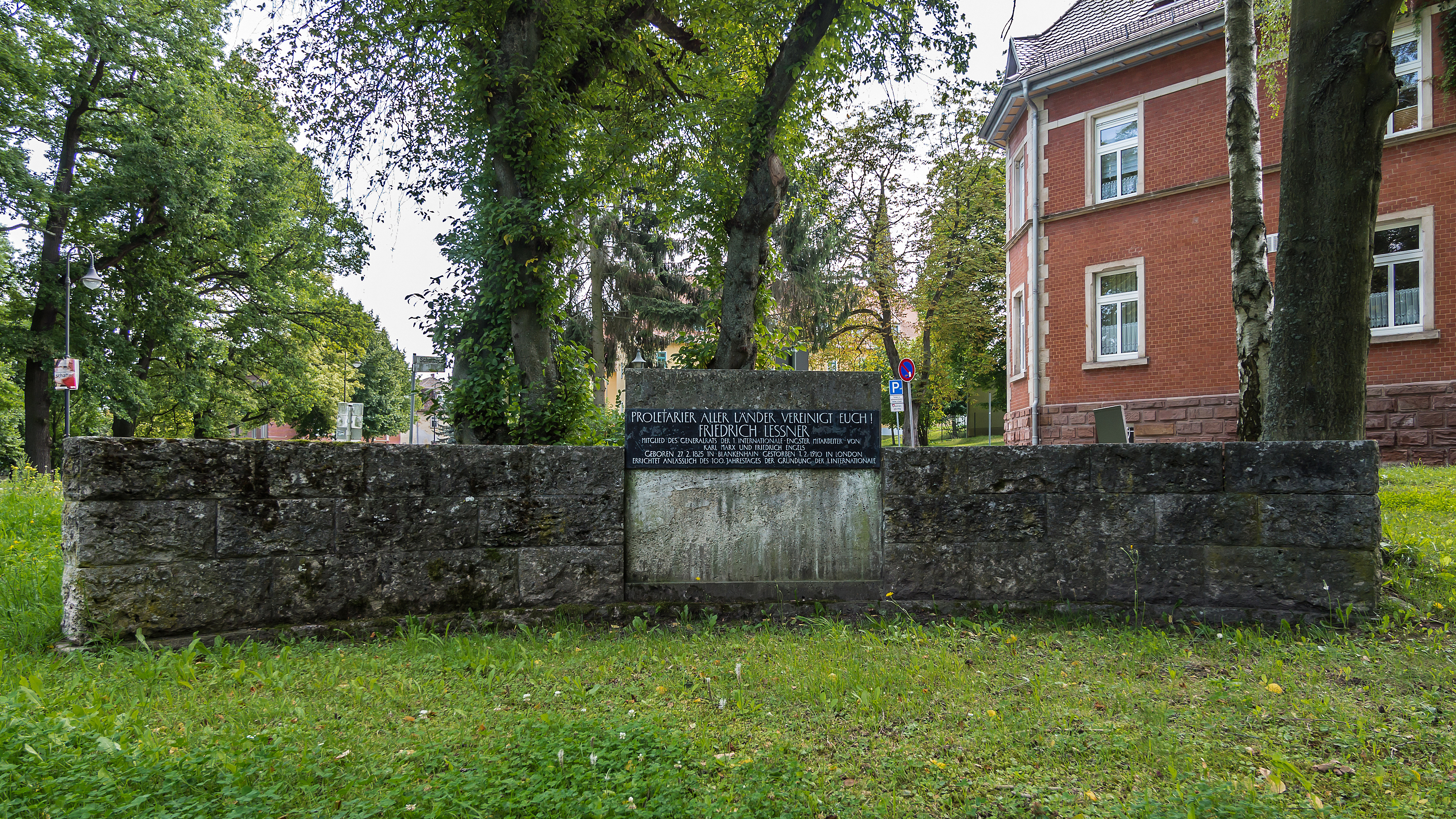
Monument te Blankenhain voor Friedrich Leßner

## Belangrijke personen in relatie tot de gemeente
- Friedrich Leßner (geboren in 1825 te Blankenhain; overleden in 1910 te Londen), vooraanstaand socialistisch, later communistisch activist, betrokken bij de Neue Rheinische Zeitung,  en politicus, bevriend met Karl Marx en Friedrich Engels, vanaf circa 1853 in Engeland politiek actief
- Max Burchartz (1887-1961), kunstschilder,  woonde en werkte lange tijd te Blankenhain
- Christina Große (1970 te Blankenhain), sedert 1994 succesvol actrice, zowel op het toneel , in bioscoopfilms  als in TV-series

Am Ettersberg ·
Apolda ·
Bad Berka ·
Bad Sulza ·
Ballstedt ·
Bechstedtstraß ·
Blankenhain ·
Buchfart ·
Daasdorf a. Berge ·
Döbritschen ·
Eberstedt ·
Ettersburg ·
Frankendorf ·
Großheringen ·
Großschwabhausen ·
Hammerstedt ·
Hetschburg ·
Hohenfelden ·
Hopfgarten ·
Ilmtal-Weinstraße ·
Isseroda ·
Kapellendorf ·
Kiliansroda ·
Kleinschwabhausen ·
Klettbach ·
Kranichfeld ·
Lehnstedt ·
Magdala ·
Mechelroda ·
Mellingen ·
Mönchenholzhausen ·
Nauendorf ·
Neumark ·
Niedertrebra ·
Niederzimmern ·
Nohra ·
Obertrebra ·
Oettern ·
Ottstedt a. Berge ·
Rannstedt ·
Rittersdorf ·
Saaleplatte ·
Schmiedehausen ·
Tonndorf ·
Troistedt ·
Umpferstedt ·
Vollersroda ·
Wiegendorf